# Хвърляне на жребий
В политиката хвърляне на жребий (теглене на жребий) означава подбор на длъжности лица чрез лотария. Длъжностните лица се избират като случайна извадка от голяма група кандидати.
В древната Атинска демокрация хвърлянето на жребий е бил основен метод за назначаване на длъжностни лица, и използването му се е считало за основна характеристика за демокрация. Днес обикновено се използва при избор на съдебни заседатели в т.нар. Англосаксонска правна система.

## Древна Атина
Атинската демокрация e развита през 6 век пр.н.е. от това, което наричали изономия (равенство пред закона и политиката), и хвърлянето на жребий е бил основният начин за постигане на тази справедливост. Използвало се е за избор на повечето длъжностни лица и за съдии. Аристотел свързва равенството и демокрацията:
| „ | Демокрацията произтича от идеята, че тези, които са равни във всяко едно отношение, са абсолютно равни. Всички са еднакво свободни, за това те твърдят, че всички са абсолютно свободни… Следващото е когато демократите, на основание, че всички те са равни, претендират за равно участие във всичко. | “ |

| „ | Смята се за демократично да се определят длъжностните лица чрез теглене на жребий; и за олигархично, когато се определят чрез избори. | “ |

В Атина „демокрацията“ (буквално преведено власт на народа) е била в опозиция на тези, които защитавали олигархията (власт на малцина). Атинската демокрация била определяна като управление от мнозинството (обикновените хора), които били разпределени по комитетите, управлявани от тях. В речта на Перикъл при погребението на падналите войни от „История на Пелопонеската война“, Тукидид пише:
| „ | Управлява се от мнозината, вместо от малцината; затова се нарича демокрация. | “ |

Атиняните вярвали, че хвърлянето на жребий е по-демократично от избори и използвали сложни процедури със специално създадените машини за разпределение (клеротерии), за да избягнат корупционните практики, използвани от олигарсите да купуват пътя си към длъжност. Избраните членове на гражданския съд полагали клетва при назначаването си. Аристотел и Херодот подчертават избора чрез жребий като тест за демокрация:
| „ | Властта на народа има най-справедливото име, равенство (изономия) и не прави нищо от нещата, които прави монархът. Жребият определя длъжностите, властта се държи под отговорност и обсъждането се провежда публично. | “ |

## В наши дни
Хвърлянето на жребий често се използва при избор на жури в Англосаксонската правна система.
В Испания, Аржентина и Швейцария се избират граждани чрез жребий, за да отговарят за бюлетините на изборите и да ги броят.

## Предимства
- Ефективно представяне на обществения интерес
- Равенство и справедливост
- Демократичност
- Власт за обикновените хора
- Елиминиране на избирателната апатия
- Гласуване по съвест, а не по партийна линия
- По-малка възможност за корупция

Демократична система, основана върху жребия, може да бъде по-трудна за корумпиране от системи, основани на избори. Авторът Джеймс Уайклиф Хедлъм (James Wycliffe Headlam) обяснява, че в Атинския съвет на петстотинте понякога се получавали грешки като примерно неразумно повишение на данъците. Случвало се е също, макар и рядко, човек от съвета неправомерно да „припечели“ дребна сума пари покрай своята обществена позиция. Обаче системното подтисничество и организираната измама били практически невъзможни. Древните гърци установили, че заемането на публични длъжности чрез жребий способствало за ограничаване разделението вътре в полиса, разпределило властта между повече хора, както и създало обществено положение на такъв голям брой съвсем различни граждани, така че те всички добре се следели един друг и тайните споразумения с цел обществена измама станали рядкост. Нещо повече, властта не отивала задължително при онези, които я търсели и организирали схеми. Атиняните използвали сложна машина – клеротерий, за да избират чрез жребий длъжностните лица. Хедлъм също посочва, че атиняните не вярвали твърде много на жребия, но все пак го намирали като най-естествения и прост метод за извършаване на назначенията.
Атинските демократи, както и съвременните критици на изборния процес, привеждат доводи, че процесът на избиране на представители чрез гласуване е податлив на манипулиране чрез пари и мощни източници на влияние. Според тях съвременния метод на демократични избори на представители в законодателната власт (парламент) овластява малко на брой, но мощни групировки (партии) и в резултат е по-недемократичен от случайна селекция чрез жребий от цялото население.